# Carrie Chapman Catt
Carrie Chapman Catt (Ripon, 9 de janeiro de 1859 - New Rochelle, 9 de março de 1947) foi uma líder do sufrágio feminino americano que fez campanha pela Décima Nona Emenda à Constituição dos Estados Unidos - que deu às mulheres americanas o direito de voto em 1920.

## Carreira
Catt serviu como presidente da Associação Nacional para o Sufrágio das Mulheres Americanas de 1900 a 1904 e de 1915 a 1920. Ela fundou a Liga das Mulheres Eleitoras em 1920 e a International Woman Suffrage Alliance em 1904, que mais tarde foi chamada de International Alliance of Women. Ela "liderou um exército de mulheres sem voto em 1919 para pressionar o Congresso a aprovar a emenda constitucional que lhes dava o direito de votar e convenceu as legislaturas estaduais a ratificá-la em 1920" e "foi uma das mulheres mais conhecidas dos Estados Unidos na primeira metade do século XX e estava em todas as listas de mulheres americanas famosas".